# Eduard Huber

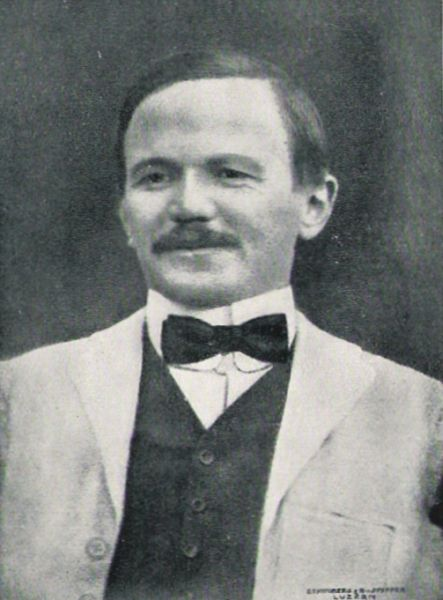
Eduard Huber, fotografía de 1913

Éduard Huber (Grosswangen, Suiza,12 de agosto de 1879 - Vinh Long, Vietnam, 6 de enero de 1914) fue un hombre de letras, sinólogo y especialista en Indochina. Catedrático en filología indochina, Huber trabajó a temporadas en la Sorbona, París.

## Biografía
Eduard Huber nació el 12 de agosto de 1879 en Grosswangen, Suiza. Su padre, Anton Huber, poseía una fábrica de tejas y ladrillos y, además, era dueño del restaurante "Krone". Su madre se llamaba Mathilde Vogel. Siendo aún niño, Eduard Huber perdió su brazo izquierdo a consecuencia de un accidente en la fábrica. Estudió primaria y los primeros años de secundaria en Grosswangen. Después marchó a Willisau y finalmente terminó la secundaria en la Kantonsschule de Soleura, donde, con 17 años, obtuvo el mejor certificado académico de su curso. Ya en esta época, Huber sabía hebreo, caldeo y sánscrito, que el director de coro Schibenegg le había enseñado.
Una vez terminada la secundaria, Huber se matriculó en la Sorbona de París donde estudió sánscrito, zendo (Persa antiguo), ruso, japonés, chino e historia de la literatura hinduista y budista. Durante esta época destacó como un sobresaliente traductor, trabajando estrechamente con los profesores Lévy y Chavannes.
Con 22 años, Huber tuvo la posibilidad de ocupar una cátedra en lengua china o literatura budista, pero decidió aceptar la oferta de trabajar como investigador en la Escuela Francesa de Extremo Oriente en Saigón (trasladada a partir de 1902 a Hanói). Allí estuvo desde 1901 hasta 1905. Trabajó de profesor de lengua clásica budista, y supervisó la construcción de la biblioteca y algunas excavaciones arqueológicas. El 20 de julio de 1905 fue nombrado director del departamento de estudios de China e Indochina, lo que posteriormente le aseguraría una plaza de catedrático en la Sorbona.
Durante los doce años que vivió en Indochina, realizó importantes expediciones a Camboya, Laos, Tailandia, Birmania, China, Corea y Japón. En estos viajes, Huber realizó estudios de campo, dirigió excavaciones y adquirió tesoros artísticos y libros para la biblioteca. 
Junto a algunas lenguas europeas y las ya mencionadas, aprendió también árabe, birmano, tibetano, vietnamita, tailandés, camboyano, pali y algunos dialectos. Al final de su vida, Huber dominaba 30 lenguas diferentes.
Gracias a su capacidad para dominar tantas lenguas, Huber estaba perfectamente cualificado para su especialidad en Historia de la literatura budista comparada. No obstante, el volumen de su obra comprende apenas algunas traducciones que realizó durante cinco años sobre importantes textos budistas. Huber dejó estas traducciones así como otros materiales en la Sorbona, y fueron enviados posteriormente a Kyoto al segundo centro más importante sobre investigación del budismo.
A partir de 1912, Huber tomó durante algún tiempo su puesto de profesor en París, antes de regresar de nuevo en 1913 a Extremo Oriente. Eduard Huber falleció el 6 de enero de 1914 en el Hospital de Vinh Long a consecuencia de unas "fuertes fiebres".